# Catherine Barbaroux
Catherine Barbaroux (Parijs, 1 april 1949) is een Franse politica die interim politiek leider was van de politieke beweging En marche, gesticht door Emmanuel Macron, van 8 mei tot 17 augustus 2017.

## Levensloop
Ze is de dochter van Spaanse inwijkelingen. Ze behaalde een diploma bij Sciences Po.
In 1974 werkte Barbaroux mee aan de presidentscampagne van François Mitterrand. In 1975 werd ze adjunct-secretaris-generaal van de socialistische groep in de Nationale Vergadering. Van 1981 tot 1986 was ze kabinetschef bij Michel Crépeau, minister in de regeringen van Pierre Mauroy en Laurent Fabius. 
Ze was ook werkzaam bij de directie van Prisunic voor de human resources en van de groep Pinault-Printemps-Redoute (PPR), waar ze werd afgedankt door Alain Minc. Zij werd in 1999 algemeen afgevaardigde voor de tewerkstelling en de beroepsopleiding, onder de leiding van Martine Aubry en Élisabeth Guigou, en daarna onder rechtse regeringen, onder François Fillon en Jean-Louis Borloo. Zij bleef dit ambt uitoefenen tot in 2005.
Van maart 2005 tot juli 2010 was Barbaroux algemeen directeur bij de Regionale Raad van Île-de-France. Zij werd later voorzitter van de vereniging Association pour le droit à l'initiative économique (Adie) voor het microkrediet.

## Met Macron
In 2015 leerden Macron en Barbaroux elkaar kennen. In 2016 meldde ze zich aan om hem te steunen in de uitbouw van zijn beweging En Marche. Ze behoort tot de linkervleugel van de beweging. Ze werd nationaal afgevaardigde, belast met de problemen omtrent integratie, sociale en solidaire economie, populair ondernemerschap en opleiding. Ze was ook lid van de commissie voor het verlenen van de investituren voor de kandidaat-parlementsleden.
Op 8 mei 2017, de dag na de verkiezing van Emmanuel Macron tot president, werd ze door de leiding van de beweging verkozen tot voorzitster. Haar mandaat loopt tot aan het congres waarbij de beweging En Marche zal worden omgevormd tot politieke partij onder de naam La République en Marche.